# Amphipsylla washingtona
Amphipsylla washingtona är en loppart som först beskrevs av Hubbard 1954.  Amphipsylla washingtona ingår i släktet Amphipsylla och familjen smågnagarloppor. Inga underarter finns listade i Catalogue of Life.